# Сівко-Войнилівська сільська рада
| Сівко-Войнилівська сільська рада — орган місцевого самоврядування у Калуському районі Івано-Франківської області з адміністративним центром у с. Сівка-Войнилівська. Водоймища на території, підпорядкованій даній раді: річки Дністер, Сівка. Сільській раді підпорядковані населені пункти: - с. Сівка-Войнилівська - с. Довжка - с. Мошківці |

## Склад ради
Рада складається з 16 депутатів та голови.

### Керівний склад ради
| ПІБ                      | Основні відомості                                                                | Дата обрання | Дата звільнення |
| ------------------------ | -------------------------------------------------------------------------------- | ------------ | --------------- |
| Палагній Ігор Михайлович | Сільський голова, 1949 року народження, освіта, член Української Народної Партії | 26.03.2006   | 31.10.2010      |
| Галка Оксана Львівна     | Сільський голова, 1960 року народження, освіта, позапартійна                     | 31.10.2010   |                 |

Примітка: таблиця складена за даними джерела